# Corus caffer
Corus caffer är en skalbaggsart som först beskrevs av Olof Immanuel von Fåhraeus 1872.  Corus caffer ingår i släktet Corus och familjen långhorningar.
Artens utbredningsområde är:
- Angola.
- Ghana.
- Kenya.

Inga underarter finns listade i Catalogue of Life.